# Župan Bunić
Župan Bunić (do 1464.), hrvatski graditelj i admiral iz dubrovačke plemićke obitelji Bunića. Sin Marina Mihovog, poslanika kod Elizabete, majke hrvatsko-ugarske kraljice Marije i kod kralja Žigmunda u Budimu. Posebno se istaknuo kao graditelj utvrda i 1444., kad je kao admiral na poziv pape Eugena IV. s kršćanskom flotom ratnih galija pomoći u sprječavanju prijelaza turskih pomoćnih četa iz Azije u Europu. Gradio je utvrde u Župi dubrovačkoj i oko Stona. Bio je i sudac u Dubrovniku i jednom knez. U obitelji postoji njegov portret iz 17. stoljeća s natpisom »ammiraglio«. Djed je Marina, hrvatskog latinista i pjesnika.